# Antonín Honomichl
Antonín Honomichl (13. června 1928 Plasy – leden 2014 Karlovy Vary

) byl český fotbalový útočník, trenér a kronikář karlovarského fotbalu.

## Hráčská kariéra
S fotbalem začínal v rodných Plasech. Hrál také v SK Plzeň, plzeňské Viktorii, ATK Praha a Dynamu/Slavii Karlovy Vary.

## Trenérská kariéra
Po skončení hráčské kariéry absolvoval trenérský kurz. Vedl karlovarskou Slavii, Horní Slavkov, Novou Roli, Starou Roli, Ostrov a naposledy Hroznětín. Za čtyři dekády trenérské kariéry slavil se svými svěřenci jedená postupů do vyšší soutěže. Českomoravský fotbalový svaz mu udělil Cenu Václava Jíry.